# Steinberg Media Technologies
Die Steinberg Media Technologies GmbH ist ein in Hamburg ansässiges Unternehmen, in dessen Produktpalette sich Software und Geräte zur digitalen Produktion und Bearbeitung von Musik für den professionellen Einsatz finden.

## Unternehmensgeschichte
Das Unternehmen wurde 1984 von dem Musiker und Studiotechniker Karl „Charlie“ Steinberg und dem Klavierspieler Manfred Rürup gegründet, welche zu dieser Zeit nur ein Produkt auf dem Markt hatten: ein einfaches 16-Spur-MIDI-Sequenzer-Paket namens Multitrack Recorder.
Zu Beginn firmierte das Unternehmen unter Steinberg Research GbR, trug später dann eine Zeit lang den Namen Steinberg Soft- und Hardware GmbH und war für einige Jahre unter dem Namen Steinberg North America, Inc. in den Vereinigten Staaten tätig. 1999 hatte die Steinberg Media Technologies AG einen Umsatz von 25 Mio. DM und im Jahr 2000 180 Mitarbeiter. Ein geplanter Börsengang an den Neuen Markt scheiterte. 2001 hatte das Unternehmen 130 Mitarbeiter und einen Umsatz von 20 Mio. DM. Im Januar 2003 wurde die Marke Steinberg von dem US-Unternehmen Pinnacle Systems übernommen, wo Steinberg weitgehend unabhängig seine Produktpalette um Cubase weiterpflegen konnte. Ende 2004 gab Pinnacle den Verkauf von Steinberg an das Unternehmen Yamaha bekannt, das bis dato der Mutterkonzern geblieben ist.
2014 feierte Steinberg einen 30-jährigen Erfolg mit mehr als 1,5 Millionen Nutzern weltweit und einer Reihe von preisgekrönten Produkten für die Musik- und Medienproduktion.
Im Jahr 2012 übernahm Steinberg das bisherige Entwicklungsteam hinter der Notationssoftware Sibelius, um mit der Entwicklung einer neuen, professionellen Scoring-Software namens Dorico zu beginnen.
Neben dem Hauptsitz in Hamburg wird ebenfalls seit 2012 ein Unternehmensstandort in London betrieben.

## Produktgeschichte
Steinbergs erstes Produkt war der MIDI-Sequenzer Steinberg Pro16 für den Commodore 64. Zwei Jahre später veröffentlichte Steinberg seine Pro-24-Software, welche neue Funktionen wie 24 MIDI-Spuren, professionelles Scoring, Quantisierung und Bearbeitung von MIDI-Parametern wie Velocity beinhaltete. Zu den Bearbeitungsmöglichkeiten gehörten ebenfalls die Notation der Partitur (eingeführt in Version 2.0) und ein Rastereditor im Step-Sequenzer für Drums. Pro 24 wurde auch auf den Commodore Amiga portiert, war aber aufgrund der fehlenden MIDI-Unterstützung nie so erfolgreich wie die Atari-Version.
Nach intensiver Forschung und Entwicklung präsentierte Steinberg im Jahre 1989 die Software Cubase 1.0, eine Digital-Audio-Workstation für den Studioeinsatz, kurz DAW, und beendete die Entwicklung von Pro 24. Die erste Version von Cubase zeichnete sich durch die Einführung des Protokolls MROS (MIDI Real-time Operating System) aus, einem frühen Vorgänger des Systems Steinberg/Propellerhead ReWire, das die Übertragung musikalischer Daten zwischen Programmen ermöglichte.
Im Jahr 1991 veröffentlichte Steinberg Cubase Audio für Macintosh und ein Jahr später eine Version für Windows 3.1.
1992 fügte Steinberg der Software Cubase weitere Audio-Funktionen hinzu und nannte es Cubase Audio – das Konzept der MIDI- und Audio-Aufnahme wurde damit einer breiteren Anwendergruppe zugänglich.
1996 entwickelten die Ingenieure von Steinberg die Virtual Studio Technology (VST) und integrierten diese in die Cubase Engine, welche somit als erste native Software eine Echtzeit-Studioumgebung mit Equalizern, Effekten, Mixing und Automation enthält. 1997 folgt die VST-Implementierung auch für Windows.
Im Jahr 1995 erschien die Audiobearbeitungs- und Mastering-Software WaveLab für Windows; 2010 folgte diese für Mac. WaveLab ermöglicht die Bearbeitung von Audio als einzelne Datei, als Reihe von Dateien oder als mehrspurige Montage. Mittlerweile unterstützt sie vollständig VST-2- und VST-3-Plug-ins für die Audioverarbeitung und wird im Bereich Mastering oder für die Erstellung von Podcasts verwendet. Günstigere Versionen mit beschränktem Funktionsumfang sind unter den Namen WaveLab Elements und WaveLab LE erhältlich. Von 1996 bis Mitte der 2000er Jahre bot Steinberg eine Reihe von Consumer-Suiten an, die auf Wavelab basierten. Get it on CD, Clean + Clean Plus, MyMp3 + MyMp3 Pro. Nach der Übernahme durch Pinnacle wurden diese Reihen sukzessive eingestellt.
Auf der NAMM im Jahr 2000 präsentierte Steinberg sein neues High-End-Medienproduktionssystem Nuendo, an dem vier Jahre gearbeitet wurde. Nuendo unterstützte höhere Sample-Raten für die 5.1-Surround-Produktion bereits ein Jahr vor anderen DAWs. Folgend begannen in dieser Zeit einige der führenden Produzenten und Ingenieure im Bereich Surround-Sound mit Nuendo zu arbeiten, was der Software zu einer größeren Akzeptanz verholfen hat.
Bereits ein Jahr später, im Jahr 2001, folgte ein weiteres Produkt, der virtuelle Sampler HALion, dessen Name eine Anlehnung an den Computer HAL 9000 aus Stanley Kubricks 2001: Odyssee im Weltraum ist.
Im selben Jahr wird auch The Grand, eine virtuelle Piano-Software mit einer auf VST basierenden Audio-Engine auf den Markt gebracht.
Im August 2002 wird Cubase SX veröffentlicht. Bereits ein Jahr später folgt die zweite Version von Cubase SX sowie eine OS-X-Version, eine schlankere Version in Form von Cubase SL und ein wichtiges Upgrade auf das High-End-Media-Produktionssystem Nuendo 2. Die überarbeitete Cubase-SX-Version beinhaltet ebenfalls die neu entwickelte Audio-Engine von Nuendo 2, dazu Features für Medienkomponisten und Funktionen von Cubase VST.
Mit der wachsenden Popularität mobiler Geräte veröffentlichte Steinberg im Jahre 2013 die App Cubasis für iOS, eine voll ausgestattete DAW für iPads mit Plug-ins, vollständiger Audio- und MIDI-Aufnahme und -Bearbeitung sowie vielen anderen professionellen Funktionen. Die App erstellt auch eigenständige Anwendungen wie den Nanologue-Synth und LoopMash.
Am 19. Oktober 2016, nach fast vierjähriger Entwicklungszeit, veröffentlichte Steinberg mit Dorico seine erste professionelle Notations-Software. Benannt wurde diese nach dem Musikgraveur Valerio Dorico aus dem späten 15. Jahrhundert.
2017 stellte Steinberg seinen Kunden die iOS-App Cubasis 2 als kostenloses Update zur Verfügung. Neben einigen neuen Features wie Audiobus und Inter-App Audio, 24 Ein- und Ausgängen, höheren Sampling-Raten, der Unterstützung für MIDI Clock, Bluetooth, AirPlay und HDMI, Bluetooth MIDI, MiniSampler und 64-Bit-Unterstützung wurde auch das User-Interface wurde in dieser Version nahezu komplett überarbeitet.

## Steinberg VST
Im Rahmen der Entwicklung seines Flaggschiffs, dem Sequenzer Cubase, definierte Steinberg im Jahre 1996 die VST-Schnittstelle (Virtual Studio Technology), mittels welcher externe Programme als virtuelle, über MIDI spielbare Instrumente eingebunden werden können. VST simuliert eine Echtzeit-Studioumgebung mit EQs, Effekten, Mixing und Automation und wurde zu einem Quasi-Standard, der von vielen anderen Audiobearbeitungsprogrammen unterstützt wird.
Zuerst nur für Macintosh entwickelt, folgte ein Jahr später Steinberg Cubase VST für den PC und etablierte VST und das Audio Stream Input/Output Protocol (ASIO) als offene Standards, die es Drittanbietern ermöglichten, Plug-ins und Audio-Hardware zu entwickeln. Eine Entwicklungsumgebung kann von Steinberg bezogen werden. ASIO sorgt dafür, dass bei der Ausgabe der Klänge die Verzögerung durch die Audiohardware möglichst gering bleibt, um Hardwareherstellern das Bereitstellen von spezialisierten Treibern zu ermöglichen. ASIO hat sich als Standard für Audiotreiber etabliert.

## Produkte

### Software
- Cubase (AI/LE/Elements/Artist/Pro) – Produktreihe für Atari ST, Apple Macintosh und Microsoft Windows
- Nuendo (Live)
- WaveLab (Elements/Pro) – Audio Editing und Mastering Software
- Dorico (Elements/Pro) – ein Notensatzprogramm
- Sequel[24]
- Cubase iC Pro – mobile App zur Fernsteuerung von Cubase
- LoopMash – mobile Version auf Basis des Loop-Synthesizer, dazu gehören LoopMash Free, LoopMash und LoopMash HD (Dieses Produkt wurde vom Markt genommen.)
- Nanologue – mobile Version auf Basis des Steinberg-Synthesizers Retrologue (derzeit nur für iPad erhältlich; Stand: 12/2015)
- dspMixFX – mobile App zur Fernsteuerung der DSP-Funktionalitäten von UR-Interfaces (derzeit nur für iPad erhältlich; Stand: 12/2015)
- VST Connect (SE/Pro/Performer) – Remote-Recording-Lösung für PC, Mac und iPad
- SpectraLayers Pro 6 – Spectral Editor

#### VST-Instrumente
- HALion (SE/Sonic) – virtuelles Sampling und Sound-Design-System
- HALion Symphonic Orchestra
- Hypersonic[25] – ab 2010 als Neuentwicklung unter der Produktbezeichnung „HALion Sonic“
- Groove Agent[26] – elektronische und akustische Drums
- The Grand[27] – virtuelles Piano
- Padshop (Pro)[28] – granularer Synthesizer
- Retrologue[29] – analoger Synthesizer
- Dark Planet – düstere Sounds für cineastische und elektronische Musik
- Hypnotic Dance – auf Synth basierende Dance-Sounds
- Triebwerk – Sounds für Elektro, Techno und House
- Iconica – Orchester-Soundbibliothek, aufgenommen im Funkhaus Berlin

### Hardware
- AXR4 – 28x24-Thunderbolt-2-Audio-Interface mit 32-Bit Integer Recording und RND SILK
- UR824 – 24x24-USB-2.0-Audio-Interface mit 8 × D-PREs, 24-Bit/192-kHz-Unterstützung und JetPLL
- CC121 – DAW-Controller; speziell entwickelt für Cubase-Produktionsumgebungen
- CI2 – Audio-Interface mit USB-Speisung und integrierten Controller
- MR816 CSX – FireWire-Interface mit I/O-Ausstattung und integriertem DSP FX
- MR816 X – FireWire-Interface mit I/O-Ausstattung und integriertem DSP-Chip
- UR44 – 66x4-USB-2.0-Audio-Interface mit 4 × D-PREs, 24-Bit/192-kHz-Unterstützung und MIDI I/O
- UR22mkII – 2 ×2 USB-2.0-Audio-Interface mit 2 x D-PRE und 192 kHz Support
- UR12 – 2x2-USB-2.0-Audio-Interface mit 1x D-PREs und 24-bit/192 kHz Support
- Key – License Control Device für Steinberg-Software – Dongle
- eLicenser – License Control Management für Steinberg-Software – Dongle

## Ältere Produkte

### Musiksoftware
- Steinberg Pro 16 – für den Commodore 64[30]
- Trackstar – für den Commodore 64[31]
- Steinberg Pro 24 – für Atari ST und Commodore Amiga[32]
- The Ear – für Atari ST[33]
- Twelve – für Atari ST[34]
- MusiCal – für Atari ST[35]
- Cubeat – für Atari ST[36]
- Cubase Lite – für Atari ST/Mac/PC[37]
- SoundWorks-Serie – Sample-Editor für den Akai S900, Ensoniq Mirage, E-mu Emax und Sequential Prophet 2000 – für Atari ST
- SynthWorks-Serie – Patch-Editor/Librarians[38] für den Yamaha DX7 und DX7II, TX7 und TX81z, Roland D50 und MT32 und Ensoniq ESQ-1 – für Atari ST
- Cubase SX
- Cubase VST
- Avalon – Sample-Editor für Atari ST[39]
- V-Stack
- ReCycle – Sample-Editor für Windows/Mac[40]
- My MP3 – Anwendung zum Lesen, Kodieren, Bearbeiten und Brennen von Dateien im Format MP3 (vom Markt genommen)[41]
- My MP3 pro – Anwendung zum Lesen, Kodieren, Bearbeiten und Brennen von Dateien in den Formaten MP3 und MP3PRO (vom Markt genommen)[42]
- Clean! – Anwendung zur Aufnahme und Bereinigen von Vinyl-Schallplatten (vom Markt genommen)[43]
- Clean! Plus – Anwendung zur Aufnahme und Bereinigen von Vinyl-Schallplatten incl. Audio-Interface mit Phono-Vorverstärker (vom Markt genommen)[44]
- Cubasis VST – Abgespeckte Consumer Version von Cubase VST[45]
- Get it on CD – Recording und CD-Mastering Suite mit Aufnahme- und Konvertierungs-Funktionen basierend auf Wavelab (vom Markt genommen)[12]

#### VST-Instrumente
- Plex
- D’cota
- Hypersonic[46]
- X-phraze
- Model-E
- Virtual Guitarist[47]
- Virtual Bassist

### Hardware
- MIDEX-8 – USB-MIDI-Interface[48]
- MIDEX-3 – USB-MIDI-Interface[49]
- MIDEX+ – Atari-MIDI-Interface[50]
- Steinberg Amiga MIDI-Interface
- Steinberg Media Interface 4 (MI4) – USB-MIDI-Interface
- Avalon 16 DA Converter – AD-Konverter für Atari
- SMP-24 – SMPTE/MIDI-Processor[51]
- Timelock – SMPTE-Processor[52]
- Topaz – Computer controlled recorder[53]

## Versionsgeschichte
| Datum | Produkt                         | Betriebssystem                                                                                              |
| ----- | ------------------------------- | --- |
| 1984  | Steinberg Pro 16                | Commodore 64                                                                                                |
| 1986  | Steinberg Pro 24                | Commodore Amiga                                                                                             |
| 1989  | Cubase 1.0                      | Atari |
| 1990  | Cubase 1.0                      | Macintosh                                                                                                   |
| 1990  | Cubase 2.0                      | Atari |
| 1991  | Cubase Audio                    | Macintosh                                                                                                   |
| 1992  | Cubase Audio                    | Windows 3.1                                                                                                 |
| 1992  | Cubase 3.0                      | Atari |
| 1995  | WaveLab                         | Windows |
| 1996  | Virtual Studio Technology (VST) | – |
| 2000  | Nuendo                          | Windows 98, Windows NT, Windows 2000                                                                        |
| 2002  | WaveLab 4                       | – |
| 2003  | Nuendo 2                        | Mac OS X 10.2,                                                                                              |
| 2006  | Cubase 4                        | Mac OS X 10.4, Mac OS X 10.5, Windows XP, Windows Vista                                                     |
| 2009  | Cubase 5                        | Mac OS X 10.5, Mac OS X 10.6, Mac OS X 10.7, Windows XP, Windows Vista, Windows 7                           |
| 2010  | WaveLab                         | Macintosh, Windows XP                                                                                       |
| 2010  | Nuendo 5                        | Mac OS X 10.5, Mac OS X 10.6, Mac OS X 10.7, Mac OS X 10.8, Windows XP, Windows Vista, Windows 7, Windows 8 |
| 2011  | Cubase 6                        | Mac OS X 10.5, Mac OS X 10.6, Mac OS X 10.7, Mac OS X 10.8, Windows 7, Windows 8                            |
| 2013  | Nuendo 6                        | OS X 10.7, macOS 10.8, macOS 10.9, Windows 7, Windows 8, Windows 8.1                                        |
| 2014  | Cubase 8                        | OS X Yosemite, Windows 10                                                                                   |
| 2015  | Nuendo 7                        | OS X 10.10, OS X 10.11, macOS 10.12, macOS 10.13, Windows 7, Windows 8, Windows 10                          |
| 2016  | Dorico                          | OS X 10.11, macOS 10.12, macOS 10.13, Windows 10,                                                           |
| 2018  | Nuendo 8                        | OS X 10.11, macOS 10.12, macOS 10.13, Windows 7, Windows 8, Windows 10                                      |
| 2018  | Nuendo Live 2                   | OS X 10.11, macOS 10.12, macOS 10.13, Windows 7, Windows 8, Windows 10                                      |
| 2018  | Cubase 10                       | macOS Sierra, macOS High Sierra, macOS Mojave, Windows 7, Windows 8, Windows 10                             |
| 2018  | Dorico 2                        | OS X 10.11, macOS Sierra, macOS High Sierra, Windows 10                                                     |
| 2019  | Nuendo 10                       | macOS Sierra, macOS High Sierra, macOS Mojave, Windows 7, Windows 8.1, Windows 10                           |
| 2019  | SpectraLayers Pro 6             | macOS Sierra, macOS High Sierra, macOS Mojave, Windows 7, Windows 8.1, Windows 10                           |
| 2019  | Dorico 3                        | OS X 10.11, macOS Sierra, macOS High Sierra, Windows 10                                                     |